# أم الحجاج بنت محمد
أم الحجاج بنت محمد كانت الزوجة البارزة الشهيرة لتاسع الخلفاء الأمويين يزيد بن عبد الملك وأم الخليفة الأموي الحادي عشر الوليد بن يزيد.

## عنها
هي أم الحجاج بنت محمد بن يوسف الثقفي، من قبيلة ثقيف.
صاهر يزيد عشيرة الحجاج بن يوسف الثقفي (ت. 95 هـ/714 م)، والي العراق الحازم نيابة عن والده الخليفة عبد الملك بن مروان، وشقيقه الوليد (حكم 705-715). فتزوج من ابنة أخت الحجاج، أم الحجاج، ابنة محمد بن يوسف الثقفي. أنجبت أم الحجاج خلال حياة عمها، ابنان ليزيد؛ الحجاج، الذي توفي صغيرًا، والوليد، الذي تولى الخلافة في (125 هـ/743 م).
كان لأم الحجاج زوجة تأثيرًا كبيرًا على زوجها يزيد بن عبد الملك. فأصبح ابنها الثاني الوليد، المولود في (90 هـ/709 م)، مرشحًا لعرش الخلافة.
توفي زوجها يزيد بن عبد الملك بمرض السل في إربد، وهي بلدة في قضاء البلقاء في جند دمشق (القسم العسكري لدمشق المقابل لشرق الأردن) في 24 شعبان 105 هـ (26 يناير 724). وأقام ابنه الوليد أو أخوه غير الشقيق هشام صلاة الجنازة عليه. كان يزيد ينوي تعيين الوليد خلفًا له مباشرة، لكن مسلمة بن عبد الملك أقنعه بتعيين هشام بن عبد الملك، ثم الوليد.
توفيت أم الحجاج في عهد زوجها أو في عهد صهرها هشام.